# Sporophile à ventre blanc
Sporophila leucoptera
Espèce
Statut de conservation UICN

 LC  : Préoccupation mineure
Le Sporophile à ventre blanc (Sporophila leucoptera) est une espèce de passereau appartenant à la famille des Thraupidae.

## Répartition

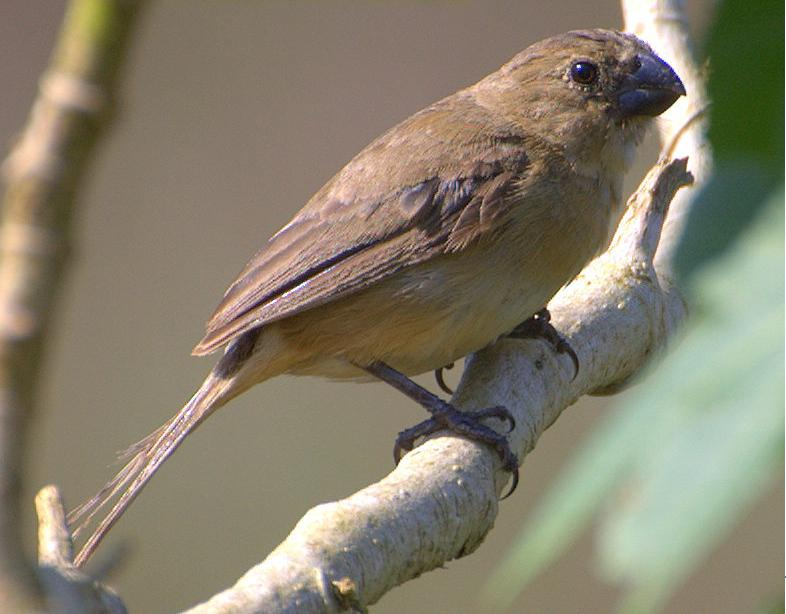
femelle

On le trouve en Argentine, Bolivie, Brésil, Paraguay, Pérou et Suriname.

## Habitat
Il habite les zones tropicales et subtropicales de broussailles humides et de marécages et les forêts primaires fortement dégradées.